# 신고촌 (후쿠시마현 야마군)
신고촌(新郷村)은 후쿠시마현 야마군에 있던 촌이다. 현재의 니시아이즈정 신고에 해당한다.

## 역사
- 1889년 4월 1일 - 정촌제 시행에 의해 4촌의 구역으로 성립하였다.
- 1954년 7월 1일 - 야마 군 오쿠카와 촌이 가와누마 군 노자와 정·오노모토 촌·도세지마 촌·무쓰아이 촌·시타야 촌·무라오카 촌·가미노지리 촌·호사카 촌과 합병해 니시아이즈정이 성립하여, 동일 신고촌이 폐지되었다.

## 교통

### 철도
마을 지역에는 철도 노선이 존재하지 않았지만, 아가강 건너편 가와누마군 가미노지리촌에 반에쓰니시선 가미노지리역이 위치했다.

## 참고문헌
- 角川日本地名大辞典 7 福島県